# O2 Joggler
O2 Joggler是一个数码终端设备，它基于 OpenPeak 的 Openframe 7 产品：
- 一个 Atom Z520 处理器（1.33 GHz，自带 512KB 二级高速缓存）
- 电容式单点触摸屏，分辨率为 800x480
- Wi-Fi (802.11b/g/n)，内置 USB 接口
- 10/100/1000 以太网
- USB 2.0 端口
- 512MB内存
- 1GB 闪存（分区: 64Mb 根, 256Mb 操作系统, 256 操作系统备份 (for factory 'resetting), 450Mb 资料存储）
- 内置扬声器，附 3.5mm 立体声耳机插孔
- 金属架是CPU散热器，不能移除
- 4000mA, 5V DC 电源输入插孔（变压器）[1]